# Izdebno Kościelne
Izdebno Kościelne – wieś sołecka w Polsce położona w województwie mazowieckim, w powiecie grodziskim, w gminie Grodzisk Mazowiecki. Leży na skraju Równiny Łowicko-Błońskiej. Przez wieś przepływa Pisia Tuczna.
W latach 1975–1998 miejscowość administracyjnie należała do województwa warszawskiego.
Jest to duża okolnica, położona dawniej wokół dużego stawu. We wsi znajduje się strażnica straży pożarnej i szkoła podstawowa imienia związanej z miejscowością Klementyny z Tańskich Hoffmanowej. Izdebno Kościelne posiada połączenie autobusowe z Grodziskiem Mazowieckim.

## Historia

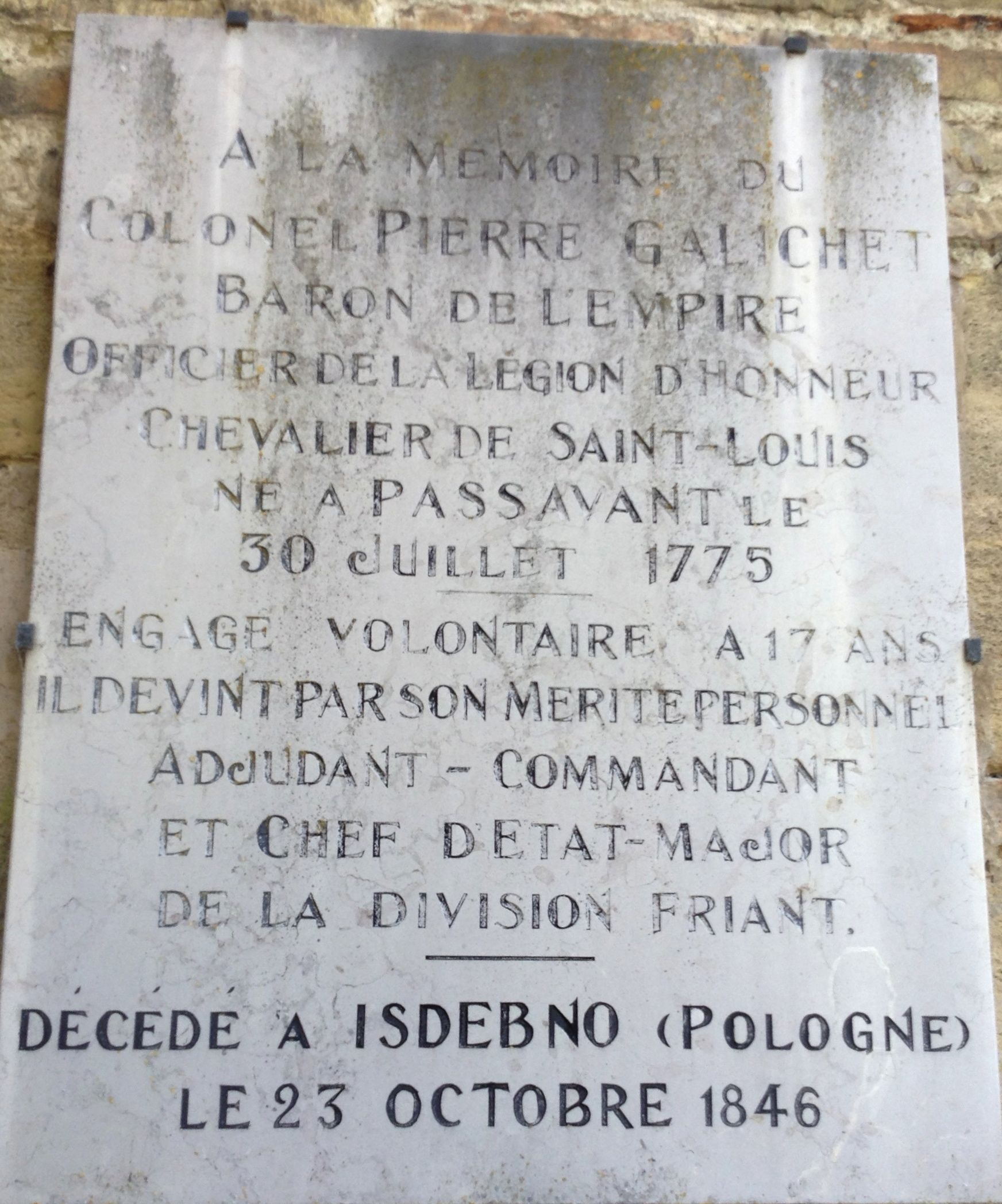
Tablica Galichet'a na kościele w Passavant (Francja)

Na terenie wsi w stanowiskach archeologicznych znaleziono m.in. monety rzymskie, pochodzące z epoki rządów cesarza Hadriana, co wskazuje na położenie na szlaku handlowym.
Pierwsze wzmianki o wsi pochodzą z XV w.. W XVII wieku dziedzic Adam Izbiński zgromadził fundusze na budowę kościoła we wsi. W 1621 wybudowano kaplicę, a w latach 1772-1776 – drewniany kościół. W XVIII w. miejscowość była własnością rodziny starostów wyszogrodzkich Szymanowskich, którzy wznieśli kościół i dwór. W 1826 Baron d'Empire Piotr (Pierre) Galichet, Francuz z Szampanii, mąż Doroty z Szymanowskich, były oficer w armii Napoleona, założył w Izdebnie gorzelnię oraz cukrownię, pierwszą na Mazowszu a drugą w Królestwie. W roku 1866 wieś nabył historyk Józef Kazimierz Plebański. Podczas II wojny światowej na terenie tutejszej parafii przechowywano broń zrzucaną przez aliantów.

## Zabytki i obiekty historyczne
- stanowiska archeologiczne z IV–I w. p.n.e.[8]
- drewniany kościół pw. Św. Michała Archanioła i Zwiastowania Najświętszej Marii Panny o konstrukcji zrębowej, wybudowany w latach 1772-1776 z fundacji Michała Szymanowskiego, starosty wyszogrodzkiego[8][9]. Dobudowany do kaplicy z 1621 r. rozbudowywany i restaurowany w późniejszych latach. Konsekrowany w 1779[9]. Wnętrze zdobią obrazy pędzla Józefa Walla[8]. Przy kościele znajduje się zabytkowa dzwonnica z końca XVIII w.[8]
- cmentarz[12], wśród nagrobków wyróżnia się pomnikowy z 1839 r. Anieli Szymanowskiej, żony fundatora kościoła oraz nagrobek klasycystyczny z 1846 r. Piotra Galicheta.
- klasycystyczny, parterowy dwór Szymanowskich z około 1800 roku, tynkowany i obmurowany cegłą[8][12]. Później wraz z miejscowością należał kolejno do Łubieńskich, Kronenbergów, a od 1866 do Plebańskich[8]. Został zaadaptowany na dom pomocy społecznej[8]. Obok dworu znajduje się oficyna z pocz. XIX w.[8] W otoczeniu wpisane do rejestru zabytków[12] resztki parku krajobrazowego z ok. 1800 r. z dwoma drzewami pomnikowymi: jesionem wyniosłym (obw. 3,2 m) i wiązem szypułkowym (obw. 4,0 m)
- w centralnej części wsi nad Plebańskim Stawem kapliczka kolumnowa upamiętniająca odzyskanie niepodległości z 1918 r.

W Muzeum Wsi Mazowieckiej w Sierpcu znajduje się zagroda pszczelarska przeniesiona z Izdebna.

## Związani z miejscowością
W Izdebnie Kościelnym urodzili się:
- ks. Michał Oziębłowski – polski duchowny, błogosławiony Kościoła katolickiego. Jest on patronem głównej ulicy.
- Edward Kokoszko – polski malarz

Osiedlił się:
- Baron de l'Empire Pierre Galichet (1775-1846), urodzony w Szampanii[13] – francuski oficer napoleoński osiadły w Izdebnie i członek grona Szymanowskich i Łubieńskich.

W miejscowości mieszkała w młodości Klementyna Hoffmanowa, wychowywana przez Szymanowskich. Jej ojciec Ignacy Tański zmarł w Izdebnie i został pochowany w sąsiedztwie kościoła.